# Ямбурский, Валерий Вячеславович
Валерий Вячеславович Ямбурский (р. 1968) — украинский кинорежиссёр, сценарист и продюсер. Член Национального союза кинематографистов Украины (НСКУ).

## Биография
Родился 30 августа 1968 года в городе Краматорск (Донецкая область Украина).
Окончил Одесский инженерный-строительный институт (1992), Одесский национальный университет имени И. И. Мечникова (2006).
С 2006 года — режиссёр Киностудии им. А. Довженко.

## Фильмография

### Режиссёр
- 2007 — «Приблуда» (короткометражный, игровой)
- 2009 — «День побеждённых» (полнометражный, игровой)
- 2011 — «Люблю и точка» (полнометражный, игровой, в 3D формате)
- 2015 — «Гетьман» (полнометражный фильм + 4 серии)

### Сценарист
- 2007 — «Приблуда» (короткометражный, игровой)
- 2009 — «День побеждённых» (полнометражный, игровой)

### Продюсер
- 2016 — «Осенние воспоминания» (ассоциированный продюсер)

## Призы и награды
«Приблуда» (короткометражный, игровой)
- «Лучший сценарий и кинематографическая разработка комедийного жанра» (МКФ им. С. А. Герасимова-2007. Россия);
- «Бронзовый Витязь» за третий лучший фильм (МКФ "Золотой Витязь[1]-2007». Россия);
- «Лучшая режиссёрская работа» (МКФ «Открытая ночь-2007», Украина);
- «Лучшая мужская роль» (МКФ «Открытая ночь-2007», Украина);
- «Приз зрительских симпатий» (МКФ «Открытая ночь-2007», Украина);
- «Приз зрительских симпатий» (Иссык-Кульский МКФ-2007, Киргизия);
- «Лучший комедийный фильм» (МКФ «Новое кино — XXI век −2007», Россия);
- Специальный диплом «За трепетное отношение к братьям нашим меньшим» («Верное сердце −2007», Россия).

«День побеждённых» (Полнометражный, игровой)
- «Специальный приз Севастопольского городского совета» (Севастопольский МКФ −2009, Украина);
- «Лучший дебют» (Бердянский МКФ «Бригантина»[2] −2009, Украина);
- Лауреат Cairo International Film festival[3] -ноябрь2009 (Египет);
- Лауреат Mumbai International Film festival[4] -ноябрь2009 (Индия).